# Harpymimus oklandnikovi
Harpymimus oklandnikovi es la única especie conocida del género extinto Harpymimus (en griego, "imitador de arpía") de dinosaurio terópodo harpimímido, que vivió a principios del período Cretácico, hace aproximadamente 130 a 125 millones de años entre el Hauteriviense y el Barremiense, en lo que hoy es Asia. 

## Descripción

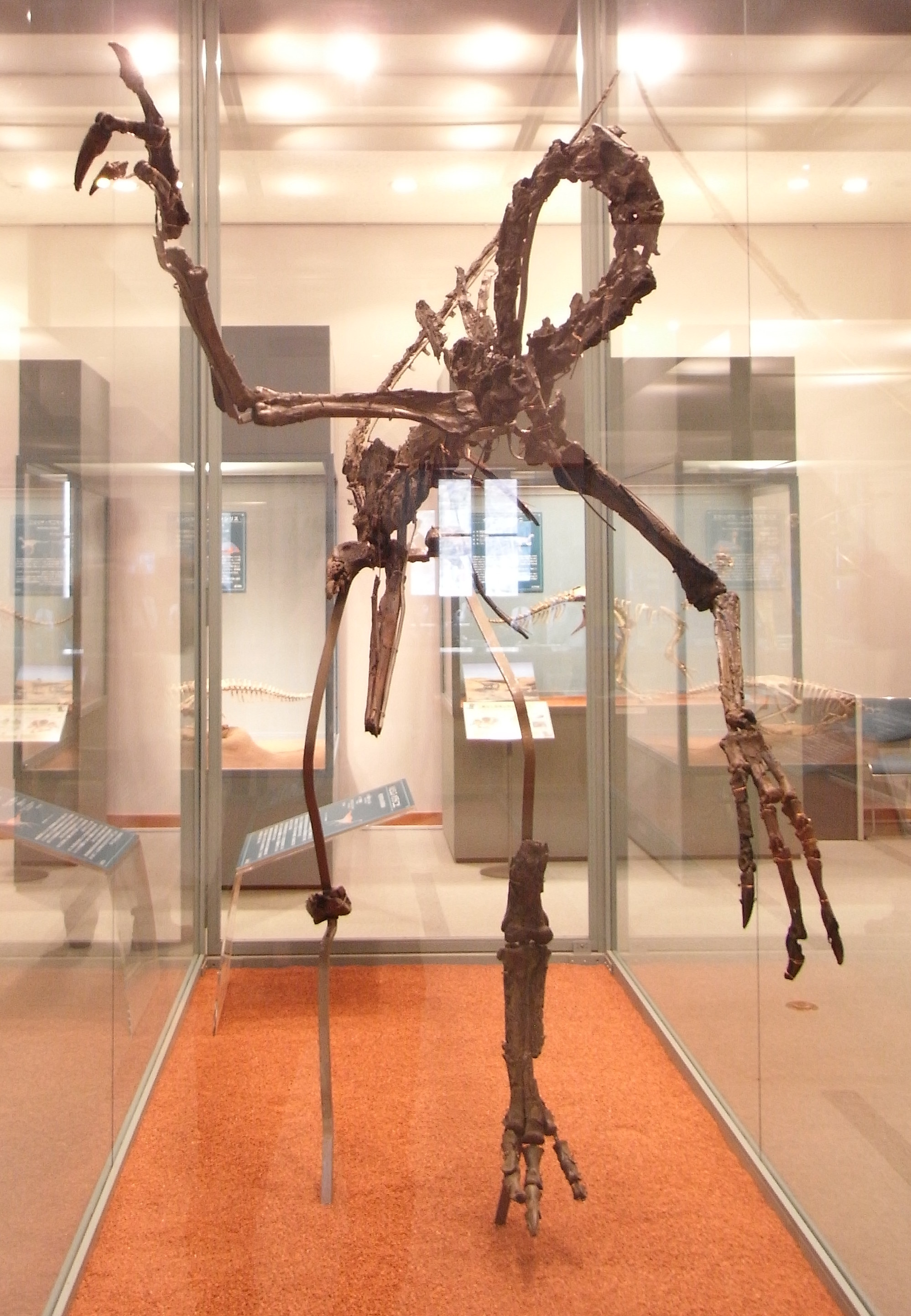
Espécimen holotipo.

En la revaluación de 2005, Kobayashi y Rinchen Barsbold diagnostican a Harpymimus basado en un número de características anatómicas, incluyendo los once dientes del dentario en el frente de la mandíbula, la transición entre anterior y posterior de las vértebras caudal decimoctava, la depresión triangular en la superficie dorsal del omóplato, un canto bajo sobre una depresión distintiva a lo largo del borde trasero del omóplato, y una fosa para un ligamento colateral pequeño pero profundo en cóndilo lateral de metacarpiano III, un hueso de la mano.
El cráneo del espécimen tipo de Harpymimus está virtualmente completo, pero gravemente aplastado, ocultando detalles anatómicos. Hay evidencia de un pico que cubre la quijada superior que, en ayuda con los dientes dentarios, fue empleada probablemente para agarrar y sostener su alimento. Su aspecto general es similar a los ornitomimosaurianos posteriores, cuello largo, brazos largos con garras, y de piernas largas. Los dientes de Harpymimus se diferencian de los de otros ornitomimosaurianos basales, como  Pelecanimimus polyodon, en que se restringen al dentario y en número, poseyendo solo entre diez y once. Pelecanimimus poseía 75 dientes dentarios, así como 145 dientes adicionales en los maxilares y premaxilares. Los pequeños dientes de Harpymimus fueron utilizados probablemente solamente para asir y sostener la presa, a diferencia de los de muchos otros terópodos, que fueron adaptados para el corte o la perforación. De todos los ornitomimosaurianos conocidos, solamente Harpymimus y Pelecanimimus preservan dientes, un rasgo que es primitivo, plesiomórfico, para el clado Ornithomimosauria. La longitud del cráneo es de aproximadamente 262 milímetros, más de dos veces su altura aproximada y menos de la mitad de la longitud del cuello, de aproximadamente 600 milímetros.

## Descubrimiento e investigación
En 1981, una expedición soviético-mongol descubrió un esqueleto terópodo en el desierto de Gobi. En 1984 este fue nombrado y descrito brevemente por Rinchen Barsbold y Altangerel Perle como el tipo y única especie del nuevo género Harpymimus, Harpymimus okladnikovi . El nombre genérico Harpymimus es una referencia a la temible Arpía de la mitología griega y se deriva del griego ἅρπυια,  "harpyia", Arpía y μῖμος, " mimos", mímica. El nombre específico honra al difunto arqueólogo soviético Alexey Pavlovich Okladnikov. Harpymimus se describió por primera vez ampliamente en una disertación de Yoshitsugu Kobayashi en 2004.
El espécimen holotipo IGM 100/29 alojado en la Academia de Ciencias de Mongolia, de Ulan Bator, Mongolia y consiste en un esqueleto casi completo y articulado pero comprimido, que carece solo de las porciones de la faja pectoral, la faja pélvica y las extremidades posteriores. Se recuperó en Dundgovi Aimag, provincia de Gobi del este, de una exposición de la Formación Shinekhudug, Shinekhudag Svita o Shinekhudukskaya Svita, que ahora forma parte de la Formación Khuren Dukh que data del Albiano Medio-tardío. Otros dinosaurios recogidos de la Formación Shinekhudug en Dundgovi incluyen al ceratopsiano Psittacosaurus mongoliensis y al ornitópodo Altirhinus kurzanovi.

## Clasificación
En su trabajo de 2005, Kobayashi y Barsbold también produjeron un análisis cladístico detallado de Harpymimus y determinaron que Harpymimus es basal respecto al clado de Garudimimus brevipes más Ornithomimidae, con todo es más derivado que Pelecanimimus polyodon. Según estos investigadores, las conclusiones del análisis apoyan el modelo según el cual los ornitomimosaurianos se originaron en el este de Asia o en Europa antes del Barremiano en el Cretácico Inferior, y después emigraron a Norteamérica durante o en algún momento antes del finales del Cretácico.